# SG Bromberg
SG Bromberg (Sportgemeinschaft Bromberg) – niemiecki klub sportowy działający w Bydgoszczy od 1940 r. do jesieni 1944 r.

## Historia
Klub założono 24 lutego 1940 r. Zebranie założycielskie odbyło się w siedzibie klubu wioślarskiego Frithjof. Pierwszym prezesem został wybrany człowiek o nazwisku Daniel, przed wojną piłkarz Polonii Bydgoszcz. SG Bromberg posiadał 10 sekcji w tym piłki nożnej, piłki ręcznej, boksu i lekkiej atletyki. Później prezesem klubu był Becker który w 1939 r. został przeniesiony do Bydgoszczy, wcześniej był m.in. zastępcą prezesa „Nationalsozialistischer Reichsbund für Leibesübungen” w Bydgoszczy i sędzią sportowym w Gdańsku. Swój pierwszy mecz SG rozegrał 14 kwietnia 1940 r., przegrywając z drużyną Wehrmachtu 0:3.
SG Bromberg miał w swoich szeregach wielu dobrych piłkarzy ze wszystkich części Niemiec, jak i dwóch lub trzech piłkarzy, którzy już wcześniej grali jako członkowie mniejszości niemieckiej w polskiej lidze. Kapitanem drużyny był obrońca Erich Weber, który wcześniej grał w Hansa Elbing (Elbląg) i Hermann-Balk Elbing. Dodatkowym wsparciem był lewy środkowy Motzel z Kolonii. Grał jako żołnierz na krótko w MSV Hermann-Balk Elbing. Gwiazdą w ataku był środkowy napastnik Rolf Drognitz z Drezna, który po wojnie grał min. w Hertha Berlin. Rozgrywającym był Adalbert Krumbügel, wcześniej w Danziger SC (Gdańsk). Krumbügel był seniorem w drużynie, jego najlepsze czasy były w latach 1926 do 1932 r. Po wojnie nadal grał w piłkę dla SV Bad Segeberg, ostatnio w oldboyach.
W sezonie 1941/1942 SG Bromberg został mistrzem klasy okręgowej III (Bydgoszcz) i awansował po barażach do Gauliga Gdańsk-Prusy Zachodnie. W barażach SG Bromberg wzmocnił się polskimi piłkarzami, grającymi przed wojną w bydgoskich klubach.

### Baraże do Gauligi
| Data            | Gospodarz           | Gość             | Wynik |
| --------------- | ------------------- | ---------------- | ----- |
| 7 czerwca 1942  | SG Bromberg         | HUS Marienwerder | 4:5   |
| 14 czerwca 1942 | LSV Danzig          | SG Bromberg      | 2:5   |
| 20 czerwca 1942 | SG Bromberg         | LSV Danzig       | 1:2   |
| 4 lipca 1942    | SV Thorn            | SG Bromberg      | 1:2   |
| 11 lipca 1942   | BSG Schichau Elbing | SG Bromberg      | 2:9   |
| 18 lipca 1942   | SG Bromberg         | SV Thorn         | 4:1   |
| 26 lipca 1942   | TV Ohra             | SG Bromberg      | 3:11  |

Już w pierwszym meczu drużyna bydgoska rozgromiła SG Ordnungspolizei Danzig (Gdańsk) 9:0. W sezonie 1942/43 bydgoszczanie zajęli 5. miejsce. Przez długi czas byli na 2. miejscu. W sezonie 1943/1944 zajęli 7. miejsce, po rozegraniu zaledwie 15 meczów. Sytuacja na froncie wschodnim uniemożliwiła klubowi wzięcie udziału w kolejnych rozgrywkach i SG Bromberg został rozwiązany jesienią 1944 r.